# 대구청년회 야구단
대구청년회 야구단(大邱靑年會野球團)은 일제강점기 조선 경상북도 대구부에 있었던 야구 선수단이다. 1920년에 창단되었고 1927년 이후에 해단되었다.

## 시즌별 성적
| 시즌 | 대회                     | 참가 | 경기 | 승 | 무 | 패 | 득 | 실 | 차  | 승률  | 순위    |
| ---- | ------------------------ | ---- | ---- | -- | -- | -- | -- | -- | --- | ----- | ------- |
| 1921 | 전국체육대회 야구 청년부 | 9    | 1    | 0  | 0  | 1  | 1  | 5  | -4  | 0.000 | 2라운드 |
| 1922 | 전국체육대회 야구 청년부 | 6    | 1    | 0  | 0  | 1  | 2  | 8  | -6  | 0.000 | 6강     |
| 1923 | 전국체육대회 야구 청년부 | 6    | 3    | 2  | 0  | 1  | 44 | 21 | +23 | 0.667 | 준우승  |
| 1924 | 전국체육대회 야구 청년부 | 4    | 2    | 2  | 0  | 0  | 23 | 3  | +20 | 1.000 | 우승    |

## 수상 기록
| 시즌 | 대회                     | 수상   |
| ---- | ------------------------ | ------ |
| 1923 | 전국체육대회 야구 청년부 | 준우승 |
| 1924 | 전국체육대회 야구 청년부 | 우승   |

## 참고 문헌
- “스포츠지원포털 등록 현황”. 대한체육회.
- “대한체육회 국내종합경기대회”. 대한체육회.
- 《대한체육회 50년》. 대한체육회. 1970. 2020년 11월 8일에 원본 문서에서 보존된 문서. 2022년 11월 5일에 확인함.
- 《대한체육회 70년사》. 대한체육회. 1990. 2020년 11월 8일에 원본 문서에서 보존된 문서. 2022년 11월 5일에 확인함.
- 《대한체육회 90년사》. 대한체육회. 2011. 2020년 11월 8일에 원본 문서에서 보존된 문서. 2022년 11월 5일에 확인함.
- 대한체육회 100주년 기념사업부 (2020). 《대한민국 체육 100년》. 대한체육회.
- 《한국 야구사 연표》 (PDF). 한국야구위원회. 2013. 2024년 7월 6일에 원본 문서 (PDF)에서 보존된 문서. 2024년 5월 31일에 확인함.